# Soziologe
Ein Soziologe oder eine Soziologin (zu „sozial“, über französisch social von lateinisch socialis, „gesellschaftlich“) befasst sich wissenschaftlich mit dem Zusammenleben der Menschen in der Gesellschaft (Soziologie).

## Gegenstand
Soziologen untersuchen Strukturen menschlicher Gesellschaften, erheben und analysieren soziologische Daten, erkunden soziale Phänomene wie Erziehung, politische Willensbildung, Kriminalität, Arbeitslosigkeit, untersuchen die Strukturen sozialer Gebilde und Institutionen, wie Betriebe, Familien, Parteien, Religionsgemeinschaften.
Je mehr wirtschaftliche und soziale Probleme in einer Gesellschaft sichtbar werden, desto wichtiger wird soziologisches Fachwissen, um Erklärungsansätze zu gewinnen und Strategien zu entwickeln, wie diese Probleme analysiert und bearbeitet werden können. Allerdings, so mahnt beispielsweise der politische Autor Helmut Dahmer seine Zunft, ist die seiner Beobachtung nach vorherrschende Soziologie unfähig, relevante Probleme der Gesellschaft lösungsorientiert zu elaborieren: „Der typische Soziologe von heute ist ein politisch desengagierter Spezialist, selbst wenn er gelegentlich mit ‚Politikberatung‘ Geld verdient. So verkennt die gegenwärtige Soziologie sich selbst und verfehlt ihren Beruf.“
Soziologen können ihre Kenntnis sozialer Phänomene, deren Entstehung und Wechselwirkungen und vor allem auch ihre Kenntnisse in der sozialwissenschaftlichen Datenerhebung und -auswertung in unterschiedlichen Bereichen nutzen – im Personalwesen und Sozialwesen, in Weiterbildungseinrichtungen von Wirtschaft und Verwaltung, in der Marktforschung und Meinungsforschung, im Marketing und in der Unternehmungsberatung.

## Soziologe als Beruf
Übliche Berufsbezeichnungen neben „Soziologe“ sind auch „Sozialwissenschaftler“, seltener „Gesellschaftswissenschaftler“.

### Tätigkeitsbereiche
- In Meinungsforschungsinstituten
- In Marktforschungsinstituten
- In großen Industrieunternehmen und Handelshäusern
- In der öffentlichen Verwaltung
- In Parteien, Interessenverbänden und Kammern
- In der universitären oder kommerziellen Sozialforschung
- Im Bereich der Massenmedien – vom Buchmarkt bis zum Fernsehen
- In der Entwicklungshilfe

### Häufige Berufe
- Dozenten an Volkshochschulen und Fachakademien der Alten- und Krankenpflege
- Lehrbeauftragte an Fachhochschulen, Universitäten und in der postgradualen Weiterbildung
- Unternehmensberater oder Public Relations-Berater
- Journalisten
- Hochschullehrer und -forscher
- Arbeitswissenschaftler
- Bildungsforscher
- Dozenten, Forschungsreferenten
- Konjunkturforscher
- Leiter Betriebliche Aus- u. Weiterbildung
- Marktforscher
- Mediator
- Meinungsforscher
- PR-Manager und Pressesprecher
- Personalberater/Personalentwickler/Personalleiter
- Redakteure
- Wirtschafts- u. Sozialstatistiker
- Wissenschaftliche Mitarbeiter an Hochschulen und Forschungseinrichtungen
- Lehrer und Bildungsplaner im Rahmen der Erwachsenenbildung

### Wissenschaftliche und berufliche Organisationen
Die nationalen Fachorganisationen der Soziologen im deutschsprachigen Raum sind die Deutsche Gesellschaft für Soziologie, die Österreichische Gesellschaft für Soziologie und die Schweizerische Gesellschaft für Soziologie. Berufstätige Soziologen sind im Berufsverband Deutscher Soziologinnen und Soziologen (BDS) beziehungsweise in den Gewerkschaften ihres Tätigkeitssbereichs organisiert.

### Ethikkodex
Die Deutsche Gesellschaft für Soziologie (DGS), die Deutsche Gesellschaft für Soziologie Ostdeutschland und der Berufsverband Deutscher Soziologinnen und Soziologen (BDS) beschlossen 1992 einen gemeinsamen Ethikkodex für Soziologen. Darin werden Soziologen u. a. zur Objektivität, Neutralität und wissenschaftlichen Unabhängigkeit verpflichtet. Bei Verstößen sind zunächst Schiedsverfahren, aber auch standesrechtliche Ahndungen vorgesehen. Hierfür amtet eine ständige gemeinsame Ethikkommission der beiden noch bestehenden Verbände DGS und BDS.
Für Soziologen, die als Statistiker arbeiten, sind diese Maßgaben im Bundesstatistikgesetz festgehalten (Paragraph 1). Fehlverhalten kann zu schwerwiegenden Konsequenzen führen.